# 林卫国
林卫国（1970年7月25日—），男，湖北人，中国国际象棋棋手、教练，并曾从事国际跳棋运动。1992年获国际棋联授予的国际大师（IM）称号。他的妻子是中国围棋棋手叶桂五段。

## 生平
林卫国早年曾三度获得全国国际象棋锦标赛冠军（1991年、1992年、1997年），并代表中国国家队参加过国际象棋奥林匹克、世界国际象棋团体锦标赛等比赛。2005年，他与妻子叶桂一同任教于上海建桥学院。后来，他还开始参与国际跳棋运动，并执教建桥学院国际跳棋队。此后因武汉举办2011年第二届全国智力运动会，林卫国回到湖北担任省国际象棋队主教练。2012年又进入国家集训队教练组，成为湖北省首位国际象棋的国字号教练，也是1965年邵福棠执教中国围棋队后湖北第二位三大棋的国字号教练。